# RKC Waalwijk
Az RKC Waalwijk, teljes nevén Rooms Katholieke Combinatie Waalwijk egy holland labdarúgócsapat. A klubot 1940-ben alapították a HEC, a WVB és a Hercules egyesítésével. Jelenleg az első osztályban szerepel. A klub stadionja a Mandemakers Stadion, amely 7 500 néző befogadására alkalmas.

## Jelenlegi keret
2022. augusztus 30. szerint.
| #  |     | Poszt | Név                                             |
| -- | --- | ----- | ----------------------------------------------- |
| 1  | NED | K     | Etienne Vaessen                                 |
| 2  | NED | V     | Julian Lelieveld                                |
| 4  | BEL | V     | Shawn Adewoye                                   |
| 5  | BEL | V     | Thierry Lutonda                                 |
| 7  | ESP | CS    | Julen Lobete (kölcsönben a Celta csapatától)    |
| 8  | NED | KP    | Patrick Vroegh                                  |
| 9  | DEN | CS    | Mika Biereth (kölcsönben az Arsenal csapatától) |
| 10 | SUR | KP    | Florian Jozefzoon                               |
| 11 | MAR | KP    | Iliass Bel Hassani                              |
| 12 | NED | KP    | Hans Mulder                                     |
| 13 | NED | K     | Mark Spenkelink                                 |
| 14 | NED | KP    | Pelle Clement                                   |
| 15 | NED | V     | Lars Nieuwpoort                                 |

| #  |     | Poszt | Név                 |
| -- | --- | ----- | ------------------- |
| 17 | NED | CS    | Roy Kuijpers        |
| 19 | BEL | KP    | Zakaria Bakkali     |
| 21 | POR | K     | Joel Castro Pereira |
| 22 | COM | CS    | Saïd Bakari         |
| 23 | CUW | V     | Juriën Gaari        |
| 24 | BEL | V     | Dario Van den Buijs |
| 26 | BEL | KP    | Sebbe Augustijns    |
| 29 | NED | CS    | Michiel Kramer ()   |
| 31 | NED | K     | Joey Kesting        |
| 33 | NED | KP    | Yassin Oukili       |
| 34 | NED | V     | Luuk Wouters        |
| 35 | CUW | KP    | Kevin Felida        |

## Nemzetközi szereplés
| Szezon | Kupa           | Kör | Ország | Klub               | Eredmény |
| ------ | -------------- | --- | ------ | ------------------ | -------- |
| 1989   | Intertotó-kupa | GR  | GER    | FC Kaiserslautern  | 1-1, 2-2 |
|        |                | GR  | AUT    | FK Austria Wien    | 3-4, 2-4 |
|        |                | GR  | NDK    | FC Carl Zeiss Jena | 2-0, 1-0 |
| 1992   | Intertotó-kupa | GR  | FRA    | SM Caen            | 1-0, 0-2 |
|        |                | GR  | DNK    | Lyngby BK          | 1-1, 0-2 |
|        |                | GR  | GER    | FC Schalke 04      | 2-3, 2-4 |
| 2000   | Intertotó-kupa | 3R  | ENG    | Bradford City AFC  | 0-2, 0-1 |
| 2001   | Intertotó-kupa | 3R  | GER    | TSV 1860 München   | 1-2, 1-3 |

## Ismertebb játékosok
- Željko Petrović
- Khalid Boulahrouz
- Giovanni van Bronckhorst
- Harry Decheiver
- Rick Hoogendorp
- John Lammers
- Cees Schapendonk
- Clyde Wijnhard
- Ferdi Elmas
- Ivan Vicelich
- Thomas Vermaelen

## Korábbi vezetőedzők
- Peter Boeve
- Bert Jacobs
- Martin Jol
- Erwin Koeman
- Adrie Koster
- Hans Verèl

## Külső hivatkozások
- Hivatalos weboldal (hollandul)